# 中京維新の会
中京維新の会（ちゅうきょういしんのかい）とは、愛知県知事の大村秀章らが、2012年（平成24年）8月に、次期衆議院選挙への立候補へ向けて設立した地域政党（政治団体）である。2015年3月31日に解散した。

## 沿革
大村はこれ以前に別の地域政党である「日本一愛知の会」を設立、同会の会長に就任しており、名古屋市市長・河村たかしが率いる減税日本と愛知県議会で統一会派「減税日本一愛知」を組んでいたが、衆議院の解散時期をにらみ、大阪維新の会（代表・大阪市市長・橋下徹）との連携を模索しながら、愛知県を中心とした東海地方各地から候補者を擁立させる考えを目指していた。
そこで、自らが2012年8月10日に中京維新の会を正式に設立表明。同20日に愛知県政記者クラブで記者会見して設立を宣言し、顧問兼応援団長として東国原英夫を迎えた。ただ、この会の設立に際しこれまで地域政治での連携を図ってきた河村たかしは「全く知らされていない」「信頼関係が傷つけられた。大村氏と一緒にやっていくことはできない」と強く反発、大村との連携解消の意向を示した。また、連携を期待していた大阪維新の会代表の橋下からも「今のところ大阪維新の会とは関係ない」と、反応は冷ややかだった。
しかし、9月28日に大阪維新の会が母体となった国政政党の日本維新の会が結党されると、同党幹事長の大阪府知事・松井一郎から大村に、日本維新の会の顧問就任を要請され、後にこれを応諾したことでようやく連携が実現し、愛知県などでの候補者調整のための協力をすることとなった。とはいえ、候補者擁立まで任されたわけではなく、あくまで日本維新の会が主導する立場であるという認識を求められた。また、10月30日には、日本維新の会代表代行となっていた橋下徹から「愛知県議などを巻き込んで『愛知維新の会』を立ち上げてほしい」との親書が大村に渡されるなど、傍目にも中京維新の会の存在が薄れてきてしまった。
11月16日に衆議院が解散し事実上の選挙戦が始まると、愛知県内の選挙区で、第三極と位置づけられる各政党候補同士の競合を避けるため調整をはかるも失敗、引き続き第三極勢力の結集を目指したが思いはかなわず、大村は11月21日に日本維新の会の顧問を辞任、当面の目標を見失う形となった中京維新の会は解散せず、活動を停止することとした。
2015年3月31日に解散が届け出られた。

## 政策
中京維新の会は2012年8月の設立に際し、「日本のど真ん中から日本の維新を宣言する」と謳った設立宣言のほか、次の5つを表題とした改革戦略を掲げた。
5つの改革戦略
- 国のかたちを変える道州制
- 持続可能な財政を築く
- 社会保障への信頼を取り戻す
- 成長戦略で活力を創造「平成の楽市楽座」
- 豊かさを支える外交防衛